# Dan Stevens

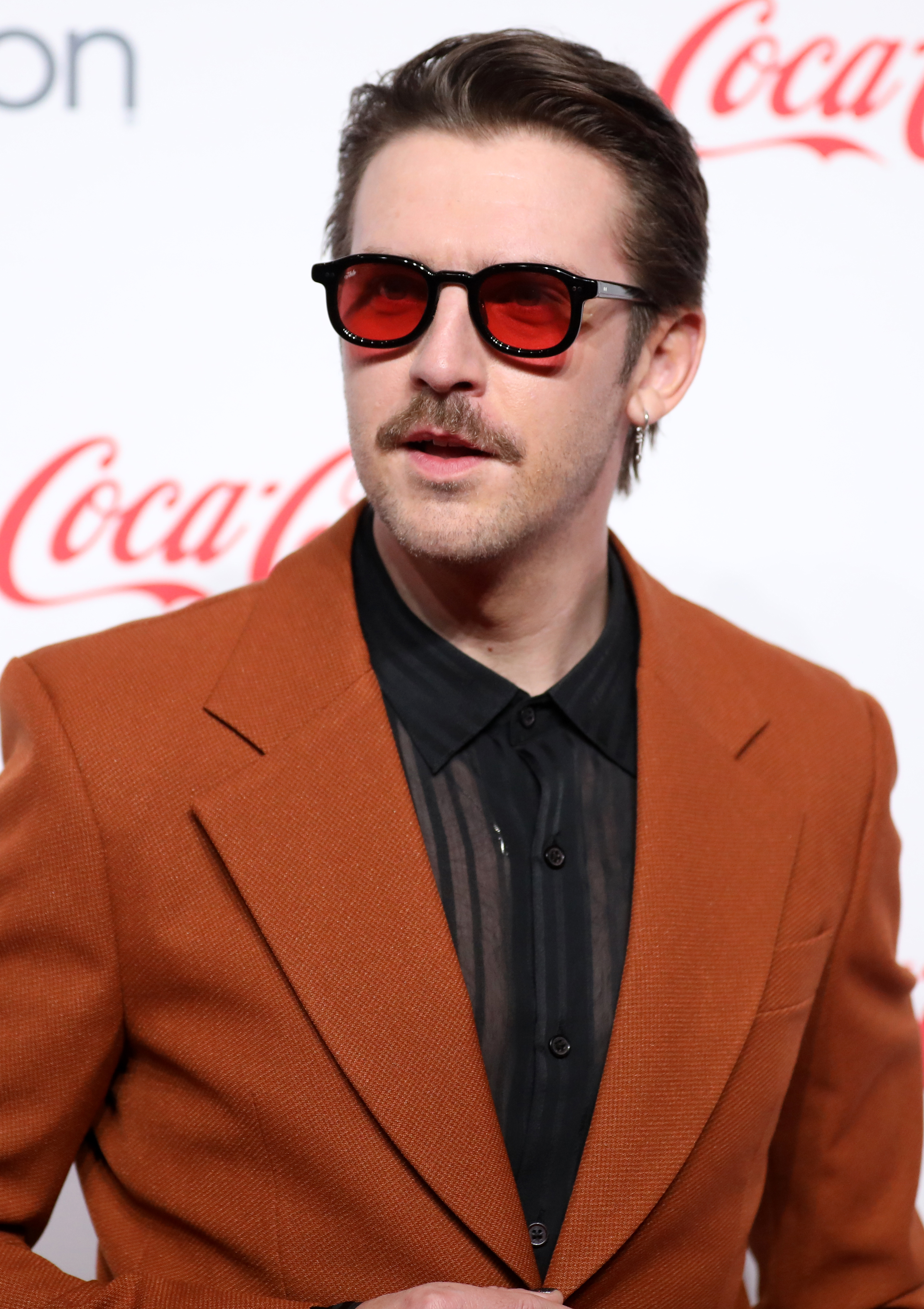
Dan Stevens (2024)

Daniel „Dan“ Jonathan Stevens (* 10. Oktober 1982 in Croydon, Greater London) ist ein britischer Schauspieler.

## Leben
Stevens, geboren in der Grafschaft Surrey, war Stipendiat an der renommierten Tonbridge School und später an der Cambridge Universität. In Cambridge war er Mitglied der Theatergruppe Cambridge Footlights und studierte Englische Literatur am Emmanuel College. Er hat in Großbritannien und den USA mit Theaterregisseuren wie Sir Peter Hall und Samuel West zusammengearbeitet. 2005 war er für seine Rolle als Orlando in Wie es euch gefällt für den Ian Charleson Award nominiert.
2006 spielte er die Hauptrolle des Nick Guest in der BBC-Verfilmung von Alan Hollinghursts mit dem Booker Prize ausgezeichneten Romans Die Schönheitslinie (The Line of Beauty). Im selben Jahr stand er als Simon Bliss in Hay Fever von Noël Coward im Haymarket Theatre zusammen mit Peter Bowles und Judi Dench unter der Regie von Peter Hall auf der Bühne. Ebenfalls für die BBC spielte er Lord Holmwood in einer Verfilmung von Dracula aus dem Jahr 2006 (zusammen mit Marc Warren, Sophia Myles und David Suchet) und ein Jahr später die Rolle des Basil Brookes im Fernsehfilm Maxwell. 2008 spielte Stevens den Edward Ferrars in dem BBC-Dreiteiler Sinn und Sinnlichkeit und trat in Bill Kenwrights Neuinszenierung von Noël Cowards Theaterstück The Vortex auf.

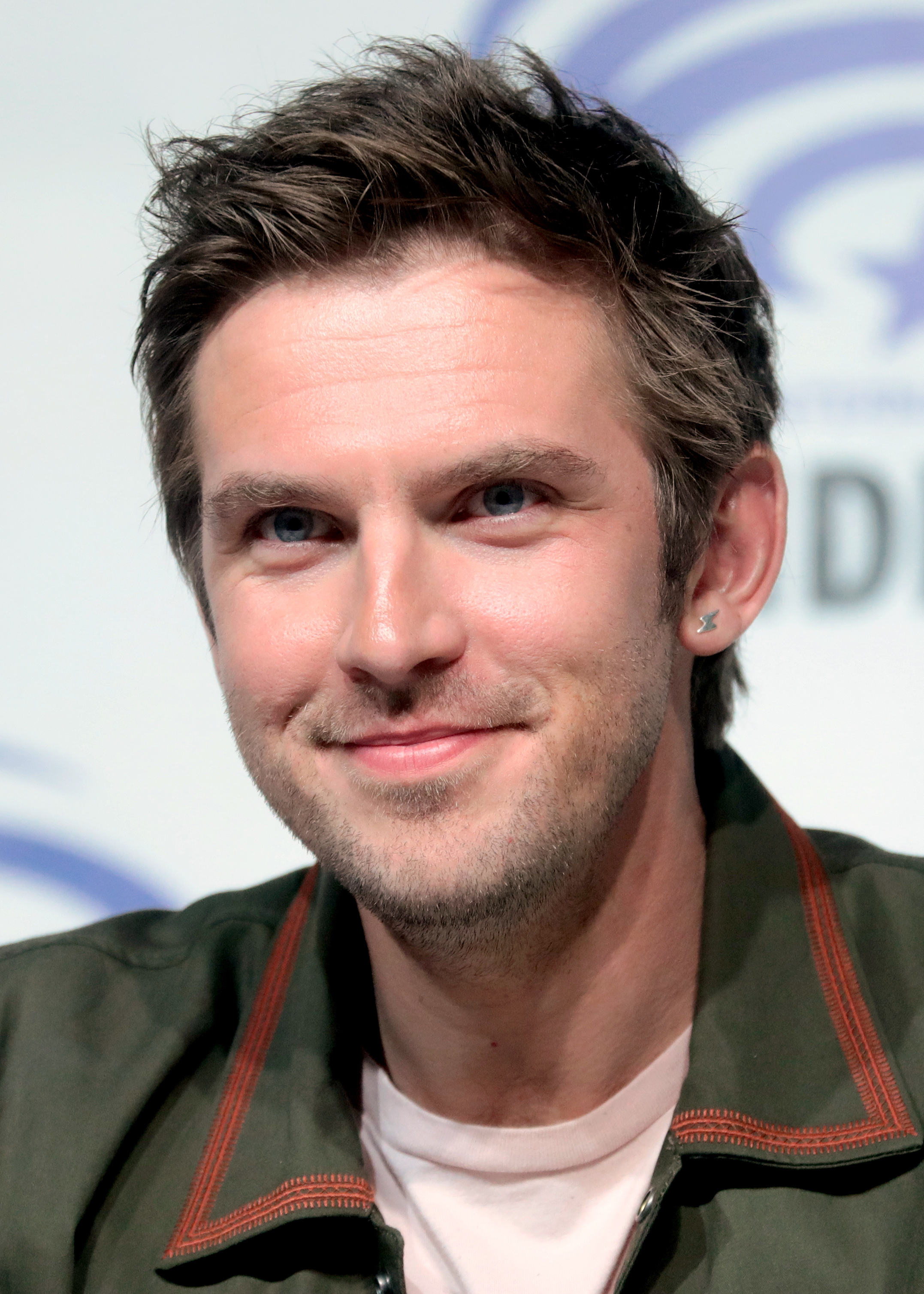
Stevens im Jahr 2019

An Neujahr 2009 war er im britischen Fernsehen auf ITV1 in Marple: Nemesis zu sehen und ebenfalls Anfang 2009 als Hildegard Knefs zweiter Ehemann David Cameron in der Filmbiografie Hilde auch in den deutschen Kinos. Von Juni bis September 2009 trat er erneut im Londoner West End auf und spielte die Rolle des Septimus Hodge in der Neuinszenierung von Tom Stoppards Arkadien am Duke of York’s Theatre. Im gleichen Jahr drehte er den Kinofilm The Knowledge of Others. Von 2010 bis 2012 spielte Stevens in der ITV-Fernsehserie Downton Abbey Matthew Crawley, den Cousin und Erben des Earl of Grantham. Nach dem großen Erfolg der Serie war er 2012 in dem Kinofilm Vamps – Dating mit Biss an der Seite von Alicia Silverstone in einer Nebenrolle zu sehen.
Im Jahr 2021 wurde ihm für die männliche Hauptrolle in Maria Schraders Spielfilm Ich bin dein Mensch eine Nominierung für den Deutschen Filmpreis zuerkannt.
Stevens hat einer Reihe von Hörbüchern seine Stimme geliehen, unter anderem Snakehead von Anthony Horowitz, The Dragon’s Eye von Dugald Steer und The Outcast von Sadie Jones. Zudem hat er für die Reihe The Carte Noire Readers Szenen aus Werken der Weltliteratur gelesen, so z. B. Charles Dickens’ Große Erwartungen und Jonathan Coes The Rotters’ Club.
2023 erhielt er für das Lied Evermore aus Die Schöne und das Biest eine Platin-Schallplatte in den USA sowie Silber in Großbritannien.

## Privat
Stevens ist seit 2009 mit der südafrikanischen Gesangslehrerin Susie Hariet verheiratet, zusammen haben sie drei Kinder. Er spricht fließend Französisch und Deutsch.

## Filmografie (Auswahl)
- 2004: Die Kreatur – Gehasst und gejagt (Frankenstein; Fernseh-Miniserie, zwei Folgen)
- 2006: Die Schönheitslinie (The Line of Beauty; Fernseh-Miniserie, drei Folgen)
- 2006: Dracula (Fernsehfilm)
- 2007: Agatha Christie’s Marple: Das Schicksal in Person (Nemesis, Fernsehfilm)
- 2008: Sinn und Sinnlichkeit (Sense & Sensibility; Fernseh-Miniserie, drei Folgen)
- 2009: Hilde
- 2009: Schloss des Schreckens (The Turn of the Screw, Fernsehfilm)
- 2010–2012: Downton Abbey (Fernsehserie, 25 Episoden)
- 2012: Vamps – Dating mit Biss (Vamps)
- 2012: Summer in February
- 2013: Inside Wikileaks – Die fünfte Gewalt (The Fifth Estate)
- 2013: The Tomorrow People (Fernsehserie, drei Folgen)
- 2014: The Guest
- 2014: Cobbler – Der Schuhmagier (The Cobbler)
- 2014: Ruhet in Frieden – A Walk Among the Tombstones (A Walk Among the Tombstones)
- 2014: Nachts im Museum: Das geheimnisvolle Grabmal (Night at the Museum: Secret of the Tomb)
- 2015: Criminal Activities
- 2016: Norman (Norman: The Moderate Rise and Tragic Fall of a New York Fixer)
- 2016: Colossal
- 2017: Charles Dickens: Der Mann, der Weihnachten erfand (The Man Who Invented Christmas)
- 2017: Die Schöne und das Biest (Beauty and the Beast)
- 2017: Marshall
- 2017: Kill Switch
- 2017: Permission
- 2017–2019: Legion (Fernsehserie, 26 Episoden)
- 2018: Apostle
- 2019: Lucy in the Sky
- 2020: Ruf der Wildnis (The Call of the Wild)
- 2020: Tod im Strandhaus (The Rental)
- 2020: Eurovision Song Contest: The Story of Fire Saga
- 2020: Blithe Spirit
- 2020: Kipo und die Welt der Wundermonster (Kipo and the Age of Wonderbeasts, Fernsehserie, 20 Folgen, Stimme)
- 2021: Ich bin dein Mensch
- 2022: Gaslit (Fernseh-Miniserie, acht Folgen)
- 2022: Guillermo del Toro’s Cabinet of Curiosities (Fernsehserie, Folge 1x04)
- 2024: Cuckoo
- 2024: Godzilla × Kong: The New Empire
- 2024: Abigail
- 2025: Zero Day (Miniserie, 4 Folgen)

## Bühne (Auswahl)
| Jahr      | Stück                          | Rolle           | Autor               | Regie                    | Theater                          |
| --------- | ------------------------------ | --------------- | ------------------- | ------------------------ | -------------------------------- |
| 2009      | Arcadia                        | Septimus Hodge  | Tom Stoppard        | David Leveaux            | Duke of York’s Theatre           |
| 2009      | Every Good Boy Deserves Favour | Arzt            | Tom Stoppard        | Felix Barrett/Tom Morris | National Theatre                 |
| 2008      | The Vortex                     | Nicky Lancaster | Noël Coward         | Peter Hall               | Apollo Theatre                   |
| 2006      | Hay Fever                      | Simon Bliss     | Noël Coward         | Peter Hall               | Theatre Royal Haymarket          |
| 2006      | The Romans in Britain          | Marban/Maitland | Howard Brenton      | Samuel West              | Crucible Theatre, Sheffield      |
| 2005      | Much Ado About Nothing         | Oliver          | William Shakespeare | Peter Hall               | Theatre Royal, Bath              |
| 2004/2005 | As You Like It                 | Orlando         | William Shakespeare | Peter Hall               | Rose Theatre, Kingston & US Tour |

## Hörbücher (Auswahl)
| Jahr | Titel              | Autor             | Verlag             |
| ---- | ------------------ | ----------------- | ------------------ |
| 2010 | Blueeyedboy        | Joanne Harris     | Corgi              |
| 2010 | The Prince of Mist | Carlos Ruiz Zafon | Orion              |
| 2010 | War Horse          | Michael Morpurgo  | Harper Collins     |
| 2009 | Crocodile Tears    | Anthony Horowitz  | Walker Books Ltd.  |
| 2009 | Wolf Hall          | Hilary Mantel     | Harper Collins     |
| 2009 | A Week in December | Sebastian Faulks  | Random House       |
| 2009 | The Angel's Game   | Carlos Ruiz Zafon | Orion              |
| 2009 | The Dragon Diary   | Dugald A. Steer   | Orion              |
| 2008 | The Outcast        | Sadie Jones       | Random House       |
| 2008 | Day                | A. L. Kennedy     | Random House       |
| 2008 | Die With Me        | Elena Forbes      | Quercus Publishing |
| 2007 | The Dragon's Eye   | Dugald A. Steer   | Orion              |
| 2007 | Strike Back        | Chris Ryan        | Random House       |
| 2007 | Snakehead          | Anthony Horowitz  | Walker Books Ltd.  |